# Oniceni
Oniceni est une commune roumaine du județ de Neamț, dans la région historique de Moldavie et dans la région de développement du Nord-Est.

## Géographie
La commune de Oniceni est située dans l'extrême sud-est du județ, à la limite avec le județ de Iași et avec celui de Bacău, à la source de la Bârlad, affluent de la rive gauche du Siret, à 30 km au sud-est de Roman et à 79 km à l'est de Piatra Neamț, le chef-lieu du județ.
La municipalité est composée des onze villages suivants (population en 1992) :
- Ciornei ;
- Gorun (271) ;
- Linsești ;
- Lunca ;
- Mărmureni (226) ;
- Oniceni (393), siège de la municipalité ;
- Pietrosu ;
- Poiana Humei (271) ;
- Pustieta (223) ;
- Solca (530) ;
- Valea Enei (417).

## Politique
Le Conseil Municipal de Oniceni compte 13 sièges de conseillers municipaux. À l'issue des élections municipales de juin 2008, Ioan Duminică (PSD) a été élu maire de la commune.
| Parti                          | Nombre de conseillers |
| ------------------------------ | --------------------- |
| Parti social-démocrate (PSD)   | 6                     |
| Parti démocrate-libéral (PD-L) | 4                     |
| Parti national libéral (PNL)   | 3                     |

## Religions
En 2002, la composition religieuse de la commune était la suivante :
- Chrétiens orthodoxes, 91,58 % ;
- Adventistes du septième jour, 7,27 % ;
- Pentecôtistes, 0,92 %.

## Démographie
En 2002, la commune comptait 3 257 Roumains soit la totalité de la population. On comptait à cette date 1 045 ménages et 1 080 logements.
| 1992  | 2002  | 2007  |
| ----- | ----- | ----- |
| 3 247 | 3 257 | 3 426 |

## Économie
L'économie de la commune repose sur l'agriculture et l'élevage.

## Communications

### Routes
Oniceni est située sur la route Roman-Valea Ursului-Vaslui.

## Lieux et monuments
- Poiana Humei, église.